# Serena Williams
Serena Jameka Williams (født 26. september 1981) er en amerikansk tennisspiller, der i en årrække har været blandt de allerbedste i verden og vundet 73 WTA-titler (pr. 2024). Hun er lillesøster til tennisspilleren Venus Williams. Serena bor i Palm Beach Gardens i Florida.

## Karriere
Serena vandt sin første tennisturnering da hun var fire og et halvt år gammel. Før hun var 10 år havde hun deltaget i 49 turneringer og vundet 46 af dem.
Hun blev professionel i september 1995, 14 år gammel. I 1997, da hun var rangeret som nummer 304 i verden, slog hun både Monica Seles og Mary Pierce i turneringen Ameritech Open i Chicago. Hun endte sæsonen som nummer 99 i verden. Hun nåede første gang toppen af WTA-ranglisten 8. juli 2002, efter at hun første gang havde vundet såvel French Open som Wimbledon dette år. Hun har i alt ligget på førstepladsen i 316 uger, hvilket er tredjebedst blandt alle siden indførelsen af den åbne periode i 1968. Hendes længste sammenhængende periode på førstepladsen var på 186 uger, hvilket er rekord (delt med Steffi Graf). Blandt hendes mange sejre er 23 grand slam-sejre, heraf syv i både Australian Open og Wimbledon; de 23 sejre er også rekord i den åbne periode. Serena Williams har endvidere spillet en hel del double med søsteren Venus. Parret har ligeledes haft stor succes, idet de har vundet 23 turneringer, heraf 14 grand slam-turneringer. Endelig har hun spillet nogle få turneringer i mixed double, og det har givet to grand slam sejre sammen med Max Mirnyi. 

### OL
Serena Williams har deltaget i fire olympiske lege. I 2000 i Sydney stillede hun op i damedouble sammen med Venus, efter at de havde vundet både French Open og US Open året forinden. På vejen til finalen afgav de blot ét sæt, og i finalen mod hollænderne Kristie Boogert og Miriam Oremans sikrede de sig guldet med de overbevisende cifre 6-1, 6-1. Hun deltog derpå ved OL 2008 i Beijing, hvor hun i single blev slået ud i kvartfinalen. I double havde Williams-søstrene mere besvær end i Sydney, men nåede alligevel finalen, hvor spanierne Anabel Medina og Vivi Ruano sikkert blev besejret 6-2, 6-0.
Ved OL 2012 i London var Williams-søstrene ikke seedet i double efter skadesproblemer i året forinden, men trods det var de stensikre på vejen til endnu en finale, idet de ikke afgav sæt undervejs.   Det var heller ikke tilfældet i finalen mod tjekkerne Andrea Hlaváčková og Lucie Hradecká, som de besejrede 6-4,6-4 og dermed vandt deres tredje guldmedalje i damedouble. Derudover spillede Serena Williams single ved legene, og heller ikke her afgav hun sæt undervejs mod finalen (hun vandt blandt andet over danske Caroline Wozniacki i kvartfinalen og topseedede Viktoryja Azaranka i semifinalen), og i finalen besejrede hun russiske Marija Sjarapova med 6-0, 6-1. Dermed vandt hun den ene betydende titel, hun endnu ikke havde vundet.
Serena Williams deltog en sidste gang i OL i 2016 i Rio de Janeiro, men her tabte hun i tredje runde i single, mens hun sammen med sin søster tabte i første runde i double.

## Privat
I 2011 blev søsteren Venus Williams diagnosticeret med lidelsen Sjögrens syndrom(sv) og i forlængelse heraf besluttede Venus at overgå til en vegansk / raw diæt, efterfølgende besluttede Serena at gøre det samme i solidaritet med søsteren.
Efter sin seneste grand slam-sejr i Australian Open 2017 har Serena Williams meldt afbud til flere turneringer på grund af en knæskade, og i april samme år blev det offentliggjort, at hun er gravid og dermed ikke spiller resten af året.
Den 1. september 2017, fødte Williams en pige, som har fået navnet Alexis Olympia Ohanian, Jr.

## Grand Slam resultater (Single)
| Turnering       | 1998 | 1999 | 2000 | 2001 | 2002 | 2003 | 2004 | 2005 | 2006 | 2007 | 2008 | 2009 | 2010 | 2011 | 2012 | 2013 | 2014 | 2015 | 2016 | 2017 | 2018 | 2019 | 2020 |
| --------------- | ---- | ---- | ---- | ---- | ---- | ---- | ---- | ---- | ---- | ---- | ---- | ---- | ---- | ---- | ---- | ---- | ---- | ---- | ---- | ---- | ---- | ---- | ---- |
| Australian Open | 2    | 3    | 4    | KF   | -    | V    | -    | V    | 3    | V    | KF   | V    | V    | -    | 4    | KF   | 4    | V    | TF   | V    | -    | KF   | 3    |
| French Open     | 4    | 3    | -    | KF   | V    | SF   | KF   | -    | -    | KF   | 3    | KF   | KF   | -    | 1    | V    | 2    | V    | TF   | -    | 4    | 3    | 2    |
| Wimbledon       | 3    | -    | SF   | KF   | V    | V    | TF   | 3    | -    | KF   | TF   | V    | V    | 4    | V    | 4    | 3    | V    | V    | -    | TF   | TF   | -    |
| US Open         | 3    | V    | KF   | TF   | V    | -    | KF   | 4    | 4    | KF   | V    | SF   | -    | TF   | V    | V    | V    | SF   | SF   | -    | TF   | TF   | SF   |

Tegnforklaring:
– = Ikke deltaget, kv = Slået ud i 1. runde efter at have vundet kvalifikationsturneringen, 1 = Slået ud i 1. runde, 2 = Slået ud i 2. runde, 3 = Slået ud i 3. runde, 4 = Slået ud i 4. runde, KF = Slået ud i kvartfinalen, SF = Slået ud i semifinalen, TF = Tabende finalist, V = Vinder

## Grand Slam-titler
- US Open:
  - Mixed double: 1998 (sammen med Max Mirnyi)
  - Double damer: 1999 (sammen med Venus Williams)
  - Single damer: 1999 (besejrede Martina Hingis med 6-3, 7-6 i finalen)
  - Single damer: 2002 (besejrede Venus Williams med 6-4, 6-3 i finalen)
  - Single damer: 2008 (besejrede Jelena Janković med 6-4, 7-5 i finalen)
  - Double damer: 2009 (sammen med Venus Williams)
  - Single damer: 2012 (besejrede Viktoria Azarenka med 6-2, 2-6, 7-5 i finalen)
  - Single damer: 2013 (besejrede Viktoria Azarenka med 7-5, 6-7, 6-1 i finalen)
  - Single damer: 2014 (besejrede Caroline Wozniacki med 6-3, 6-3 i finalen)
- French Open:
  - Double damer: 1999 (sammen med Venus Williams)
  - Single damer: 2002 (besejrede Venus Williams med 7-5, 6-3 i finalen)
  - Double damer: 2010 (sammen med Venus Williams)
  - Single damer: 2013 (besejrede Marija Sjarapova med 6-4, 6-4 i finalen)
  - Single damer: 2015 (besejrede Lucie Safarova med 6-3, 6-7, 6-2 i finalen)
- Wimbledon:
  - Mixed double: 1998 (sammen med Max Mirnyi)
  - Double damer: 2000 (sammen med Venus Williams)
  - Double damer: 2002 (sammen med Venus Williams)
  - Single damer: 2002 (besejrede Venus Williams med 7-6, 6-3 i finalen)
  - Single damer: 2003 (besejrede Venus Williams med 4-6, 6-4, 6-2 i finalen)
  - Double damer: 2008 (sammen med Venus Williams)
  - Single damer: 2009 (besejrede Venus Williams med 7-6, 6-2 i finalen)
  - Double damer: 2009 (sammen med Venus Williams)
  - Single damer: 2010 (besejrede Vera Zvonarjova med 6-3, 6-2 i finalen)
  - Single damer: 2012 (besejrede Agnieszka Radwanska med 6-1, 5-7, 6-2 i finalen)
  - Double damer: 2012 (sammen med Venus Williams)
  - Single damer: 2015 (besejrede Garbiñe Muguruza med 6-4, 6-4 i finalen)
  - Single damer: 2016 (besejrede Angelique Kerber med 7-5, 6-3 i finalen)
  - Double damer: 2016 (sammen med Venus Williams)
- Australian Open:
  - Double damer: 2001 (sammen med Venus Williams)
  - Double damer: 2003 (sammen med Venus Williams)
  - Single damer: 2003 (besejrede Venus Williams med 7-6, 3-6, 6-4 i finalen)
  - Single damer: 2005 (besejrede Lindsay Davenport med 2-6, 6-3, 6-0 i finalen)
  - Single damer: 2007 (besejrede Maria Shaparova med 6-1, 6-2 i finalen)
  - Single damer: 2009 (besejrede Dinara Safina med 6-0, 6-3 i finalen)
  - Double damer: 2009 (sammen med Venus Williams)
  - Single damer: 2010 (besejrede Justine Henin med 6-4, 3-6, 6-2 i finalen)
  - Double damer: 2010 (sammen med Venus Williams)
  - Single damer: 2015 (besejrede Marija Sjarapova med 6-3, 7-6 i finalen)
  - Single damer: 2017 (besejrede Venus Williams med 6-4, 6-4 i finalen)